# Алаупович, Марко
Марко Алаупович (хорв. Marko Alaupović, 10 мая 1885 года, Бусовача, Австро-Венгрия — 18 апреля 1979 года, Сараево, Югославия) — католический прелат, архиепископ Врхбосны с 7 сентября 1960 года по 13 января 1970 год.

## Биография
5 апреля 1925 года Марко Алаупович был рукоположён в священника.
21 мая 1950 года Римский папа Пий XII назначил Марко Алауповича вспомогательным епископом Врхбосны и титулярным епископом Капитолиаса. 24 сентября 1950 года состоялось рукоположение Марко Алауповича в епископа, которое совершил архиепископ Белграда Йосип Антун Уйчич в сослужении с титулярным епископом Августополиса Фригийского Антоном Акшановичем и апостольским администратором Лаванта и титулярным епископом Абриттума Максимилианом Држечником.
7 сентября 1960 года Римский папа Иоанн XXIII назначил Марко Алауповича архиепископом Врхбосны.
Участвовал в работе I, II, III и IV сессиях Второго Ватиканского собора.
13 января 1970 года подал в отставку и в этот же день Святой Престол назначил его титулярным архиепископом Сегисамы.
Скончался 18 апреля 1979 года в Сараеве и был похоронен в крипте собора Святейшего Сердца Иисуса.